# Rozièreballon

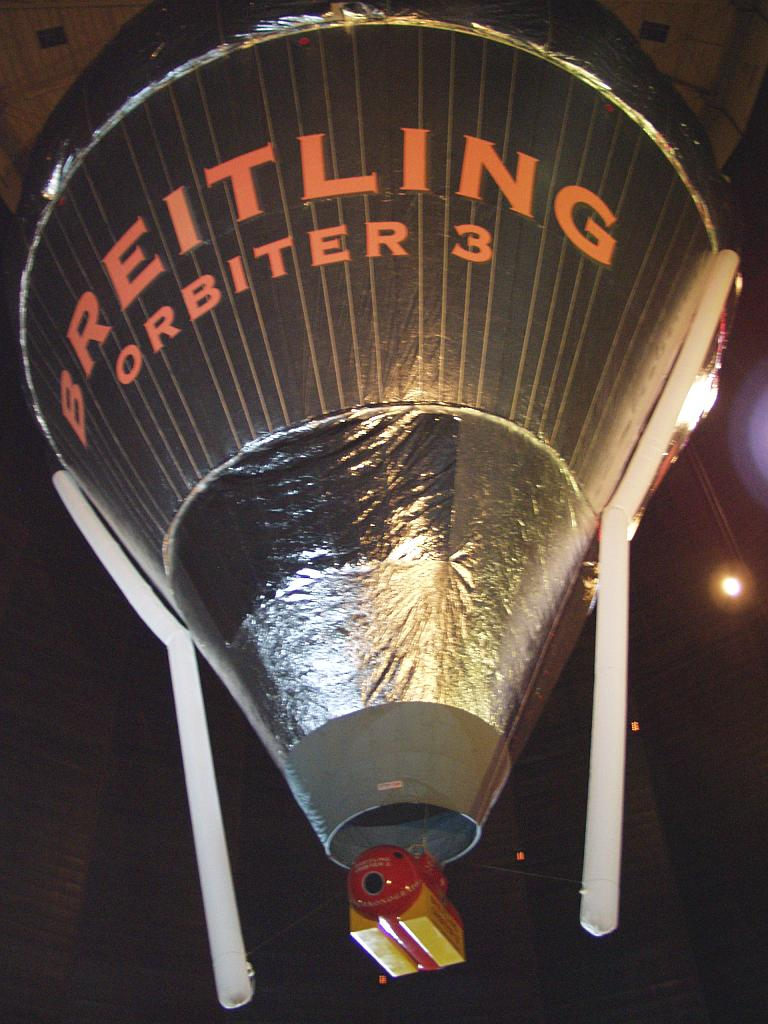
Model van een Rozièreballon, met de gondel van de Breitling Orbiter 2, bij de tentoonstelling Wind der Hoffnung in Oberhausen, 2004

De rozièreballon (of rozierballon) is een soort hybride ballon die afzonderlijke kamers heeft voor een niet-verwarmd draaggas (zoals waterstof of helium) en een verwarmd draaggas zoals in een heteluchtballon of montgolfière. Dit type ballon is vernoemd naar de uitvinder Jean-François Pilâtre de Rozier.
Het voordeel van een rozière is dat het voorziet in een mechanisme om het drijfvermogen te beïnvloeden waarbij minder brandstof wordt gebruikt dan met een heteluchtballon. Door de vermindering van het brandstofverbruik werden lange vluchttijden mogelijk van enkele dagen tot weken.

## Geschiedenis
De eerste rozière werd gebouwd om op 15 juni 1785 het Kanaal over te steken. De ballon liep plotseling leeg zonder dat het doek vlam vatte en stortte neer in de buurt van Wimereux. Het ontwerp van de rozièreballon is nog in gebruik in de ballonvaart voor langeafstandsvluchten en de langste vlucht ooit met de rozièreballon duurde 20 dagen. 
In 1998 werd er door Steve Fossett, Per Lindstrand en Richard Branson een poging gedaan met een grote rozièreballon met een volume van 36.000 m³ voor een vlucht rond de aarde, Na de start in Marokko werd de ballonvlucht wegens slecht weer beëindigd in de buurt van Hawaï.